# Operações Garra-Águia e Garra-Tigre
As operações conjuntas Garra-Águia e Garra-Tigre (ou também Operações Garra de Tigre e Garra de Águia; em turco: Pençe-Kartal Operasyonu e Pençe-Kaplan Operasyonu) foram operações externas das Forças Armadas Turcas no norte do Iraque. Ocorreram nas montanhas de Qandil, distrito de Sinjar e Makhmur, contra alvos do Partido dos Trabalhadores do Curdistão (PKK), como parte dos conflitos curdos-turcos e curdos-iranianos em andamento. Garra-Águia, a campanha aérea, começou em 15 de junho de 2020. Garra-Tigre, a campanha terrestre, foi lançada em 17 de junho.

## Antecedentes
Como parte das negociações de paz de 2013-2015, o Partido dos Trabalhadores do Curdistão concordou em transferir a maioria de seus combatentes para as montanhas do Curdistão iraquiano. As Forças Armadas Turcas também estabeleceram bases no Iraque, o que provocou condenação regional e internacional. O conflito reacendeu mais uma vez em junho de 2015, acompanhado pelo envolvimento turco na Guerra Civil Síria e perseguição de partidos curdos na Turquia.

## Operação Garra-Águia
As Forças Armadas Turcas bombardearam Sinjar e destruíram vários campos do PKK perto das aldeias Yazidis. De acordo com os moradores, havia temores de limpeza étnica e genocídio por parte do Estado turco contra os Yazidis.
O governo turco alegou que caças destruíram cavernas nas montanhas Qandil usadas pelo PKK. Os ataques aéreos também alvejaram a área próxima do campo de refugiados de Makhmour, que abriga milhares de refugiados curdos turcos que fugiram do conflito na década de 1990, bem como aldeias Yezidi em Sinjar. O Ministério da Defesa Nacional da Turquia divulgou um vídeo dos ataques aéreos, alegando que 81 alvos foram destruídos. Em 25 de junho, um ataque de drone matou um  ou dois  combatentes do PKK do lado de fora de uma loja em Kuna Masi, ao norte de Sulaymaniyah, e feriu seis civis próximos no mercado (dois homens, duas mulheres e duas crianças). Quatro dos feridos encontravam-se em estado grave no Hospital Qalachwan.

## Operação Garra-Tigre
Em 17 de junho, as forças terrestres turcas lançaram uma operação terrestre na região de Haftanin, no Curdistão iraquiano. Unidades da Brigada de Montanha e Comando de Hakkari e da 1.ª Brigada de Comando foram transportadas por via aérea através da fronteira Iraque-Turquia.

## Cooperação iraniana
Em 16 de junho, os militares iranianos bombardearam a área de Choman nas montanhas Qandil, um ataque supostamente coordenado com os ataques aéreos turcos simultâneos. Acredita-se que a colaboração materializa alianças conhecidas entre a Turquia e o Irã.

## Reações domésticas

### Iraque
O parlamento da região do Curdistão criticou os ataques enquanto o Iraque exigiu que a Turquia parasse de violar o espaço aéreo iraquiano e aterrorizar a população na área.
Em agosto de 2020, o Iraque cancelou uma reunião ministerial e convocou o embaixador turco, pois o país culpou a Turquia por um ataque de drone que matou dois oficiais militares iraquianos de alto escalão. As autoridades o chamaram de "ataque de drone turco flagrante" na região autônoma curda no norte do Iraque.

## Reações internacionais

### Países membros da ONU
Em junho de 2020, a Comissão de Liberdade Religiosa Internacional dos Estados Unidos acusou a Turquia de ameaçar famílias yazidis que tentavam voltar para suas casas no Sinjar. A Turquia rejeitou as alegações.

### Organizações internacionais
A Liga Árabe condenou a operação baseada na violação do espaço soberano do Iraque.  A Turquia criticou a declaração, alegando que o próprio PKK afeta a soberania do Iraque.

### Protestos
Protestos condenando os ataques aéreos foram realizados na província de Duhok, mas também em vários países da Europa. Em Londres, um manifestante curdo forçou um carro que transportava Boris Johnson a parar para aumentar a conscientização sobre a situação dos curdos no Curdistão iraquiano.